# Peter Paul Trippen
Peter Paul Trippen (* 12. November 1880 in Köln; † 14. April 1948 in Neuss) war ein deutscher Lehrer und Heimatforscher.

## Leben
Peter Paul Trippen wurde 1880 als Sohn des Dekorateurs Johann Wilhelm Trippen geboren und in der Kirche St. Aposteln getauft. 1908 heiratete er Christine Breuer.
Trippen verfasste Schriften zu Volkskunde und Geschichte von Köln und Umgebung sowie zum Kölner Karneval.
Der Nachlass von Trippen, der 1950 von der Universitäts- und Stadtbibliothek Köln erworben wurde, umfasst unter anderem eine Sammlung von gedruckten und handschriftlichen Dokumenten hauptsächlich zu alten Kölner Familien (Beyweg (17. Jahrhundert), von Groote (18. Jahrhundert), Jabach, von Geyr) sowie über 1000 Totenzettel.  Diese decken einen Zeitraum vom Beginn des 18. bis Mitte des 20. Jahrhunderts ab und bildeten den Grundstock der aus über 12.000 Totenzetteln bestehenden Sammlung der Bibliothek.

## Veröffentlichungen (Auswahl)
- Die Kölner „Nationalhymne“ im Urtext? (Mitgeteilt von Paul Trippen am 10. November 1929). Kölner Husaren-Korps 2007
- Heimatgeschichte von Troisdorf. Bürgermeisteramt Troisdorf, Troisdorf 1940 (Digitalisat).